# Campeonato Uruguayo de Primera División Amateur 2019
La Liga de Primera División Amateur 2019 es el torneo de tercer y último nivel en la pirámide del sistema de ligas del fútbol uruguayo correspondiente a la temporada 2019.
Este campeonato otorgará un ascenso para el campeón, que le permitirá integrarse a la Segunda División Profesional de Uruguay en la edición del 2020, mientras que de esa división descenderán 2 equipos que deberán incorporarse a esta Liga.

## Formato del torneo
La liga está conformada por 18 clubes en situación amateur (aunque hay prácticas de profesionalismo encubierto en varios de ellos). El campeonato se divide en dos fases: Torneo Apertura y Torneo Clausura. El Apertura se disputará todos contra todos a una sola ronda, mientras que en el Clausura se jugarán dos series, definiéndose el mismo con una final entre los ganadores de serie.
Los ganadores del Torneo Apertura y del Clausura se enfrentan en la final para definir el campeón del año. No hay descensos.

## Equipos participantes

### Relevos temporada anterior
| Club             | Descendido como             |
| ---------------- | --------------------------- |
| Oriental         | 13° Tabla del descenso 2018 |
| Miramar Misiones | 14° Tabla del descenso 2018 |

| Club         | Ascendido como |
| ------------ | -------------- |
| Mar de Fondo | Reafiliado     |

| Club        | Ascendido como          |
| ----------- | ----------------------- |
| Bella Vista | Campeón Campeonato 2018 |

## Datos de los equipos
Son 17 los equipos que participan en esta tercera temporada de la Segunda División B Nacional.
| Equipo             | Ciudad           | Estadio             | Capacidad | Fundación               | Temporadas | Temp. Consecutivas | Títulos | Subtítulos |
| ------------------ | ---------------- | ------------------- | --------- | ----------------------- | ---------- | ------------------ | ------- | ---------- |
| Oriental           | La Paz           | Martínez Monegal    | 6.000     | 24 de junio de 1924     | 1          | 1                  | 4       |            |
| Colón              | Montevideo       | Parque Suero        | 2.000     | 12 de marzo de 1907     | 3          | 3                  | 0       |            |
| Sportivo Huracán   | Montevideo       | *                   | *         | 1 de agosto de 1954     | 2          | 2                  | 3       |            |
| Basáñez            | Montevideo       | La Bombonera        | 5.000     | 1 de abril de 1920      | 3          | 3                  | 0       |            |
| Canadian           | Montevideo       | *                   | *         | 14 de febrero de 2011   | 2          | 2                  | 1       |            |
| Huracán Buceo      | Montevideo       | Parque Huracán      | 6.000     | 15 de marzo de 1937     | 2          | 2                  | 0       |            |
| Rocha              | Rocha            | Mario Sobrero       | 10.000    | 1 de agosto de 1999     | 3          | 3                  | 0       |            |
| Platense           | Montevideo       | *                   | *         | 1 de mayo de 1935       | 3          | 3                  | 0       |            |
| Potencia           | Montevideo       | *                   | *         | 13 de febrero de 2001   | 3          | 3                  | 0       |            |
| Uruguay Montevideo | Montevideo       | Parque ANCAP        | 3.000     | 5 de enero de 1921      | 3          | 3                  | 0       |            |
| La Luz             | Montevideo       | *                   | *         | 19 de abril de 1929     | 3          | 3                  | 0       |            |
| Parque del Plata   | Parque del Plata | Parque El Balneario | 2.000     | 17 de mayo de 1947      | 2          | 2                  | 0       |            |
| Salus              | Montevideo       | Parque Salus        | 4.000     | 10 de abril de 1928     | 3          | 3                  | 0       |            |
| Los Halcones       | Montevideo       | *                   | *         | 20 de noviembre de 2013 | 3          | 3                  | 0       |            |
| Artigas            | Montevideo       | *                   | *         | 8 de marzo de 1927      | 3          | 3                  | 0       |            |
| Alto Perú          | Montevideo       | *                   | *         | 1 de mayo de 1940       | 3          | 3                  | 0       |            |
| Mar de Fondo       | Montevideo       | *                   | *         | 25 de agosto de 1934    | 1          | 1                  | 0       |            |

## Torneo Apertura

### Tabla de posiciones
|                                              | Pos. | Equipos             | PJ                         | PG                         | PE                         | PP                         | GF                         | GC                         | Dif.                       | Puntos                     |
| -------------------------------------------- | ---- | ------------------- | -------------------------- | -------------------------- | -------------------------- | -------------------------- | -------------------------- | -------------------------- | -------------------------- | -------------------------- |
|                                              | 1.   | Uruguay Montevideo  | 17                         | 14                         | 2                          | 1                          | 39                         | 8                          | +31                        | 44                         |
|                                              | 2.   | Rocha               | 17                         | 12                         | 3                          | 2                          | 43                         | 16                         | +27                        | 39                         |
|                                              | 3.   | Sportivo Huracán    | 17                         | 11                         | 3                          | 3                          | 45                         | 16                         | +29                        | 36                         |
|                                              | 4.   | La Luz              | 17                         | 10                         | 5                          | 2                          | 32                         | 15                         | +17                        | 35                         |
|                                              | 5.   | Potencia            | 17                         | 9                          | 6                          | 2                          | 37                         | 14                         | +23                        | 33                         |
|                                              | 6.   | Basáñez             | 17                         | 9                          | 5                          | 3                          | 30                         | 15                         | +15                        | 32                         |
|                                              | 7.   | Huracán Buceo       | 17                         | 9                          | 4                          | 4                          | 21                         | 13                         | +14                        | 31                         |
|                                              | 8.   | Platense            | 17                         | 8                          | 6                          | 3                          | 22                         | 9                          | +13                        | 30                         |
|                                              | 9.   | Los Halcones        | 17                         | 8                          | 2                          | 8                          | 32                         | 23                         | +9                         | 26                         |
|                                              | 10.  | Parque del Plata    | 17                         | 7                          | 3                          | 7                          | 24                         | 17                         | +7                         | 24                         |
|                                              | 11.  | Oriental            | 17                         | 8                          | 0                          | 9                          | 27                         | 19                         | +8                         | 24                         |
|                                              | 12.  | Colón               | 17                         | 6                          | 3                          | 8                          | 21                         | 28                         | -7                         | 21                         |
|                                              | 13.  | Mar de Fondo        | 17                         | 5                          | 4                          | 8                          | 16                         | 22                         | -6                         | 19                         |
|                                              | 14.  | Artigas             | 17                         | 3                          | 3                          | 11                         | 16                         | 40                         | -24                        | 12                         |
|                                              | 15.  | Alto Perú           | 17                         | 2                          | 3                          | 12                         | 18                         | 47                         | -29                        | 9                          |
|                                              | 16.  | Canadian            | 17                         | 2                          | 3                          | 12                         | 12                         | 64                         | -52                        | 9                          |
|                                              | 17.  | Salus               | 17                         | 1                          | 2                          | 14                         | 16                         | 41                         | -25                        | 5                          |
|                                              | 18.  | Miramar Misiones(D) | Descategorizado por deudas | Descategorizado por deudas | Descategorizado por deudas | Descategorizado por deudas | Descategorizado por deudas | Descategorizado por deudas | Descategorizado por deudas | Descategorizado por deudas |
| Última actualización: 3 de noviembre de 2019 |      |                     |                            |                            |                            |                            |                            |                            |                            |                            |

|  | Campeón apertura |

|  | Uruguay Montevideo Campeón del Torneo Apertura y clasifica a la final del Campeonato. |

|  | Clasificados al Torneo Clausura, más Uruguay Montevideo como Campeón del Torneo Apertura. |

°Primer gol del torneo convertido por Santiago Laport de Sportivo Huracán recibiendo de local a Artigas en el Estadio Parque Palermo.
°Miramar Misiones por no pago de deudas con futbolistas quedó descategorizado por la AUF, por lo tanto sus rivales ganaran sus encuentros 3 a 0 al haber participado del sorteo.

## Resultados
| Sportivo Huracán | 4:1           | Artigas            | Parque Palermo    | 6 de julio | 10:30 |
| Rocha            | 5:0           | Los Halcones       | Mario Sobrero     | 6 de julio | 15:00 |
| Platense         | 2:0           | Uruguay Montevideo | Parque Palermo    | 6 de julio | 15:00 |
| Basáñez          | 1:2           | Huracán Buceo      | Luis Méndez Piana | 7 de julio | 10:00 |
| Potencia         | 1:0           | Oriental           | Della Valle       | 7 de julio | 10:00 |
| Mar de Fondo     | 0:1           | Colón              | Obdulio Varela    | 7 de julio | 10:00 |
| Canadian Keguay  | 2:0           | Salus              | Obdulio Varela    | 7 de julio | 14:00 |
| Parque del Plata | 0:1           | La Luz             | Della Valle       | 7 de julio | 14:00 |
| Miramar Misiones | 0:3 no jugado | Alto Perú          | Luis Méndez Piana | 7 de julio | 14:00 |

| Mar de Fondo       | 2:0  | Basáñez          | Della Valle    | 13 de julio | 11:00 |
| Colón              | 0:0  | Huracán Buceo    | Della Valle    | 13 de julio | 15:00 |
| Uruguay Montevideo | 2:1  | Parque del Plata | Parque ANCAP   | 14 de julio | 11:00 |
| Alto Perú          | 1:10 | Sportivo Huracán | Parque Palermo | 14 de julio | 11:00 |
| Los Halcones       | 1:3  | Oriental         | Della Valle    | 14 de julio | 11:00 |
| Platense           | 0:0  | Canadian Keguay  | Della Valle    | 14 de julio | 15:00 |
| Salus              | 0:1  | La Luz           | Parque Palermo | 14 de julio | 15:00 |
| Rocha              | 1:3  | Potencia         | Mario Sobrero  | 14 de julio | 15:00 |
| Libre: Artigas     |      |                  |                |             |       |

| Uruguay Montevideo | 2:0 | Colón            | Parque ANCAP      | 20 de julio | 11:00 |
| Parque del Plata   | 0:0 | Salus            | Luis Méndez Piana | 20 de julio | 11:00 |
| Canadian Keguay    | 2:5 | La Luz           | Della Valle       | 20 de julio | 12:00 |
| Artigas            | 2:5 | Alto Perú        | Parque ANCAP      | 20 de julio | 15:00 |
| Huracán Buceo      | 0:0 | Potencia         | Della Valle       | 20 de julio | 15:00 |
| Mar de Fondo       | 0:1 | Platense         | Luis Méndez Piana | 20 de julio | 15:00 |
| Rocha              | 3:3 | Sportivo Huracán | Mario Sobrero     | 21 de julio | 15:00 |
| Basáñez            | 1:1 | Los Halcones     | La Bombonera      | 21 de julio | 15:00 |
| Libre: Oriental    |     |                  |                   |             |       |

| Artigas          | 2:2 | Parque del Plata   | Luis Méndez Piana | 31 de julio  | 12:00 |
| Alto Perú        | 1:1 | Salus              | Della Valle       | 31 de julio  | 12:00 |
| Basáñez          | 2:1 | Colón              | La Bombonera      | 31 de julio  | 15:00 |
| Oriental         | 2:0 | Canadian Keguay    | Della Valle       | 31 de julio  | 15:30 |
| Sportivo Huracán | 3:0 | Mar de Fondo       | Luis Méndez Piana | 31 de julio  | 15:30 |
| Los Halcones     | 2:1 | Platense           | Parque Palermo    | 1° de agosto | 12:00 |
| Huracán Buceo    | 0:2 | Rocha              | Della Valle       | 1° de agosto | 15:00 |
| Potencia         | 0:3 | Uruguay Montevideo | Parque Palermo    | 1° de agosto | 15:30 |
| Libre: La Luz    |     |                    |                   |              |       |

| Alto Perú                 | 0:2 | Huracán Buceo    | Luis Méndez Piana | 18 de agosto | 11:00 |
| Salus                     | 1:1 | Mar de Fondo     | Parque Palermo    | 18 de agosto | 11:00 |
| Artigas                   | 0:3 | Oriental         | Della Valle       | 18 de agosto | 12:00 |
| Los Halcones              | 3:1 | Sportivo Huracán | Parque Palermo    | 18 de agosto | 15:00 |
| Parque del Plata          | 4:1 | Canadian Keguay  | Luis Méndez Piana | 18 de agosto | 15:00 |
| Platense                  | 1:1 | La Luz           | Della Valle       | 18 de agosto | 15:30 |
| Potencia                  | 0:1 | Basáñez          | Della Valle       | 20 de agosto | 12:00 |
| Colón                     | 0:2 | Rocha            | Della Valle       | 20 de agosto | 15:30 |
| Libre: Uruguay Montevideo |     |                  |                   |              |       |

| La Luz               | 1:0 | Colón              | Luis Méndez Piana | 23 de agosto | 15:30 |
| Platense             | 1:0 | Parque del Plata   | Parque Palermo    | 24 de agosto | 11:00 |
| Salus                | 1:3 | Uruguay Montevideo | Della Valle       | 24 de agosto | 12:00 |
| Potencia             | 2:1 | Sportivo Huracán   | Martínez Monegal  | 24 de agosto | 12:00 |
| Mar de Fondo         | 1:0 | Canadian Keguay    | Parque Palermo    | 24 de agosto | 15:00 |
| Artigas              | 0:5 | Los Halcones       | Della Valle       | 24 de agosto | 15:30 |
| Oriental             | 4:1 | Alto Perú          | Martínez Monegal  | 24 de agosto | 15:30 |
| Rocha                | 0:0 | Basáñez            | Mario Sobrero     | 24 de agosto | 18:15 |
| Libre: Huracán Buceo |     |                    |                   |              |       |

| Sportivo Huracán        | 3:1 | Colón              | Parque Fossa     | 30 de agosto | 15:30 |
| La Luz                  | 1:1 | Mar de Fondo       | Della Valle      | 30 de agosto | 15:30 |
| Huracán Buceo           | 2:0 | Artigas            | Della Valle      | 31 de agosto | 11:00 |
| Salus                   | 0:4 | Platense           | Della Valle      | 31 de agosto | 15:00 |
| Los Halcones            | 1:1 | Potencia           | Parque Fossa     | 31 de agosto | 15:00 |
| Canadian Keguay         | 1:1 | Alto Perú          | Martínez Monegal | 31 de agosto | 15:00 |
| Basáñez                 | 3:1 | Oriental           | La Bombonera     | 31 de agosto | 15:00 |
| Rocha                   | 1:2 | Uruguay Montevideo | Mario Sobrero    | 31 de agosto | 15:00 |
| Libre: Parque del Plata |     |                    |                  |              |       |

| Canadian Keguay    | 0:0 | Artigas          | Parque Fossa     | 3 de septiembre | 15:30 |
| Colón              | 2:2 | Potencia         | Della Valle      | 3 de septiembre | 15:30 |
| Basáñez            | 1:1 | Sportivo Huracán | La Bombonera     | 3 de septiembre | 15:30 |
| Oriental           | 0:2 | Huracán Buceo    | Martínez Monegal | 3 de septiembre | 15:30 |
| Alto Perú          | 0:2 | Platense         | Parque Fossa     | 4 de septiembre | 15:30 |
| La Luz             | 1:3 | Rocha            | Della Valle      | 4 de septiembre | 15:30 |
| Parque del Plata   | 2:0 | Mar de Fondo     | Parque Palermo   | 4 de septiembre | 15:30 |
| Uruguay Montevideo | 2:0 | Los Halcones     | Parque ANCAP     | 4 de septiembre | 15:30 |
| Libre: Salus       |     |                  |                  |                 |       |

| Mar de Fondo       | 2:1 | Oriental         | Della Valle    | 7 de septiembre | 12:00 |
| Uruguay Montevideo | 1:1 | La Luz           | Parque ANCAP   | 7 de septiembre | 15:15 |
| Platense           | 0:1 | Sportivo Huracán | Parque Palermo | 7 de septiembre | 15:30 |
| Artigas            | 0:1 | Basáñez          | Della Valle    | 7 de septiembre | 15:30 |
| Parque del Plata   | 1:0 | Alto Perú        | Parque Fossa   | 7 de septiembre | 15:30 |
| Huracán Buceo      | 1:0 | Los Halcones     | Della Valle    | 8 de septiembre | 12:00 |
| Canadian Keguay    | 0:3 | Rocha            | Della Valle    | 8 de septiembre | 15:30 |
| Colón              | 3:2 | Salus            | Parque Fossa   | 8 de septiembre | 15:30 |
| Libre: Potencia    |     |                  |                |                 |       |

| Platense            | 1:0 | Colón            | Della Valle    | 14 de septiembre | 12:30 |
| Uruguay Montevideo  | 2:0 | Alto Perú        | Parque ANCAP   | 14 de septiembre | 13:00 |
| La Luz              | 7:0 | Artigas          | Obdulio Varela | 14 de septiembre | 13:00 |
| Oriental            | 0:2 | Sportivo Huracán | Obdulio Varela | 14 de septiembre | 16:00 |
| Salus               | 2:3 | Rocha            | Parque ANCAP   | 14 de septiembre | 16:00 |
| Mar de Fondo        | 1:1 | Potencia         | Della Valle    | 14 de septiembre | 16:00 |
| Canadian Keguay     | 0:6 | Basáñez          | Della Valle    | 15 de septiembre | 12:30 |
| Parque del Plata    | 0:0 | Huracán Buceo    | Della Valle    | 15 de septiembre | 16:00 |
| Libre: Los Halcones |     |                  |                |                  |       |

| Artigas          | 2:1 | Salus              | Parque Palermo | 21 de septiembre | 12:00 |
| Colón            | 0:5 | Parque del Plata   | Della Valle    | 21 de septiembre | 16:00 |
| Huracán Buceo    | 0:3 | Uruguay Montevideo | Parque Palermo | 21 de septiembre | 16:00 |
| Rocha            | 1:0 | Oriental           | Samuel Priliac | 21 de septiembre | 16:00 |
| Potencia         | 0:0 | Platense           | Parque Palermo | 22 de septiembre | 11:00 |
| Alto Perú        | 1:3 | La Luz             | Della Valle    | 22 de septiembre | 12:00 |
| Sportivo Huracán | 3:0 | Canadian Keguay    | Della Valle    | 22 de septiembre | 16:00 |
| Los Halcones     | 1:0 | Mar de Fondo       | Parque Palermo | 22 de septiembre | 16:00 |
| Libre: Basáñez   |     |                    |                |                  |       |

| Oriental           | 4:1  | Salus            | Della Valle     | 24 de septiembre | 16:00 |
| Artigas            | 1:0  | Platense         | Della Valle     | 25 de septiembre | 12:30 |
| Basáñez            | 1:2  | La Luz           | Parque Maracaná | 25 de septiembre | 12:30 |
| Potencia           | 12:0 | Canadian Keguay  | Obdulio Varela  | 25 de septiembre | 12:30 |
| Sportivo Huracán   | 2:1  | Huracán Buceo    | Parque Maracaná | 25 de septiembre | 16:00 |
| Los Halcones       | 1:3  | Parque del Plata | Obdulio Varela  | 25 de septiembre | 16:00 |
| Alto Perú          | 0:0  | Colón            | Della Valle     | 25 de septiembre | 16:00 |
| Uruguay Montevideo | 1:0  | Mar de Fondo     | Parque ANCAP    | 25 de septiembre | 16:00 |
| Libre: Rocha       |      |                  |                 |                  |       |

| Huracán Buceo           | 3:2 | Salus           | Della Valle       | 8 de octubre | 12:30 |
| Los Halcones            | 1:2 | Colón           | Luis Méndez Piana | 8 de octubre | 12:30 |
| Uruguay Montevideo      | 8:1 | Canadian Keguay | Parque ANCAP      | 8 de octubre | 16:00 |
| La Luz                  | 1:1 | Potencia        | Della Valle       | 8 de octubre | 16:00 |
| Mar de Fondo            | 3:1 | Alto Perú       | Luis Méndez Piana | 8 de octubre | 16:00 |
| Parque del Plata        | 2:1 | Oriental        | Della Valle       | 9 de octubre | 12:30 |
| Platense                | 1:1 | Basáñez         | Obdulio Varela    | 9 de octubre | 16:00 |
| Artigas                 | 2:3 | Rocha           | Della Valle       | 9 de octubre | 16:00 |
| Libre: Sportivo Huracán |     |                 |                   |              |       |

| Canadian Keguay  | 0:5 | Los Halcones       | Della Valle       | 15 de octubre | 13:00 |
| Parque del Plata | 0:2 | Potencia           | Luis Méndez Piana | 15 de octubre | 13:00 |
| Basáñez          | 1:1 | Uruguay Montevideo | La Bombonera      | 15 de octubre | 16:15 |
| Colón            | 0:4 | Oriental           | Della Valle       | 15 de octubre | 16:15 |
| La Luz           | 1:1 | Huracán Buceo      | Luis Méndez Piana | 15 de octubre | 16:15 |
| Mar de Fondo     | 1:1 | Artigas            | Della Valle       | 16 de octubre | 13:00 |
| Salus            | 0:5 | Sportivo Huracán   | Parque Maracaná   | 16 de octubre | 16:15 |
| Alto Perú        | 1:5 | Rocha              | Della Valle       | 16 de octubre | 16:15 |
| Libre: Platense  |     |                    |                   |               |       |

| Salus                  | 2:3 | Potencia         | Della Valle       | 19 de octubre | 13:00 |
| Uruguay Montevideo     | 2:0 | Oriental         | Parque ANCAP      | 19 de octubre | 16:15 |
| La Luz                 | 2:1 | Los Halcones     | Della Valle       | 19 de octubre | 16:15 |
| Platense               | 1:1 | Rocha            | Luis Méndez Piana | 20 de octubre | 11:00 |
| Huracán Buceo          | 3:0 | Mar de Fondo     | Della Valle       | 20 de octubre | 13:00 |
| Colón                  | 3:2 | Artigas          | Luis Méndez Piana | 20 de octubre | 15:30 |
| Sportivo Huracán       | 1:0 | Parque del Plata | Parque Maracaná   | 20 de octubre | 16:15 |
| Alto Perú              | 2:3 | Basáñez          | Della Valle       | 20 de octubre | 16:15 |
| Libre: Canadian Keguay |     |                  |                   |               |       |

| Los Halcones     | 3:0 | Salus              | Della Valle       | 23 de octubre | 13:00 |
| Canadian Keguay  | 1:7 | Huracán Buceo      | Luis Méndez Piana | 23 de octubre | 16:15 |
| Potencia         | 4:0 | Alto Perú          | Della Valle       | 23 de octubre | 16:15 |
| Basáñez          | 2:1 | Parque del Plata   | Della Valle       | 24 de octubre | 13:00 |
| Rocha            | 4:1 | Mar de Fondo       | Samuel Priliac    | 24 de octubre | 16:15 |
| Oriental         | 0:1 | Platense           | Luis Méndez Piana | 24 de octubre | 16:15 |
| Sportivo Huracán | 2:2 | La Luz             | Parque Maracaná   | 24 de octubre | 16:15 |
| Artigas          | 0:2 | Uruguay Montevideo | Della Valle       | 24 de octubre | 16:15 |
| Libre: Colón     |     |                    |                   |               |       |

| Potencia            | 2:1 | Artigas            | Luis Méndez Piana | 2 de noviembre | 10:05 |
| Salus               | 0:3 | Basáñez            | Della Valle       | 2 de noviembre | 13:00 |
| Alto Perú           | 1:4 | Los Halcones       | Luis Méndez Piana | 2 de noviembre | 14:00 |
| Colón               | 5:1 | Canadian Keguay    | Della Valle       | 2 de noviembre | 16:15 |
| Sportivo Huracán    | 0:1 | Uruguay Montevideo | José Nasazzi      | 2 de noviembre | 16:15 |
| Oriental            | 1:0 | La Luz             | Della Valle       | 3 de noviembre | 13:00 |
| Huracán Buceo       | 2:2 | Platense           | Parque Palermo    | 3 de noviembre | 16:15 |
| Parque del Plata    | 0:3 | Rocha              | Della Valle       | 3 de noviembre | 16:15 |
| Libre: Mar de Fondo |     |                    |                   |                |       |

## Liguilla del Campeonato uruguayo 2019

### Tabla de posiciones
|                                               | Pos. | Equipos            | PJ | PG | PE | PP | GF | GC | Dif. | Puntos |
| --------------------------------------------- | ---- | ------------------ | -- | -- | -- | -- | -- | -- | ---- | ------ |
|                                               | 1.   | Rocha              | 7  | 4  | 3  | 0  | 12 | 7  | +5   | 15     |
|                                               | 2.   | Huracán Buceo      | 7  | 4  | 2  | 1  | 16 | 9  | +7   | 14     |
|                                               | 3.   | Potencia           | 7  | 3  | 3  | 1  | 7  | 5  | +2   | 12     |
|                                               | 4.   | Uruguay Montevideo | 7  | 2  | 3  | 2  | 10 | 10 | 0    | 9      |
|                                               | 5.   | Platense           | 7  | 2  | 2  | 3  | 12 | 14 | -2   | 8      |
|                                               | 6.   | Sportivo Huracán   | 7  | 2  | 2  | 3  | 9  | 13 | -4   | 8      |
|                                               | 7.   | Basáñez            | 7  | 2  | 1  | 4  | 10 | 8  | +2   | 7      |
|                                               | 8.   | La Luz             | 7  | 0  | 2  | 5  | 5  | 15 | -10  | 2      |
| Última actualización: 12 de diciembre de 2019 |      |                    |    |    |    |    |    |    |      |        |

|  | Rocha Campeón clausura |

|  | Campeón del Torneo Clausura y clasifica a la final del Campeonato. |

## Resultados
| La Luz             | 1:1 | Sportivo Huracán | José Nasazzi | 9 de noviembre  | 12:45 |
| Uruguay Montevideo | 2:1 | Basáñez          | José Nasazzi | 9 de noviembre  | 16:00 |
| Platense           | 1:4 | Huracán Buceo    | José Nasazzi | 10 de noviembre | 13:00 |
| Potencia           | 0:0 | Rocha            | José Nasazzi | 10 de noviembre | 16:00 |

| Huracán Buceo      | 3:1 | La Luz   | Parque Maracaná | 13 de noviembre | 16:00 |
| Uruguay Montevideo | 1:1 | Rocha    | Parque ANCAP    | 13 de noviembre | 16:00 |
| Basáñez            | 1:1 | Platense | José Nasazzi    | 13 de noviembre | 16:00 |
| Sportivo Huracán   | 1:3 | Potencia | Della Valle     | 13 de noviembre | 16:00 |

| Huracán Buceo      | 3:1 | Basáñez  | José Nasazzi   | 16 de noviembre | 13:00 |
| Sportivo Huracán   | 1:3 | Rocha    | José Nasazzi   | 16 de noviembre | 16:15 |
| Uruguay Montevideo | 1:1 | Platense | Parque Palermo | 16 de noviembre | 16:15 |
| Potencia           | 0:0 | La Luz   | Della Valle    | 16 de noviembre | 16:15 |

| Sportivo Huracán   | 1:0 | Basáñez       | José Nasazzi    | 20 de noviembre | 16:00 |
| Platense           | 0:2 | Potencia      | Parque Palermo  | 20 de noviembre | 16:00 |
| Uruguay Montevideo | 1:2 | Huracán Buceo | Parque Maracaná | 20 de noviembre | 16:00 |
| Rocha              | 1:0 | La Luz        | Samuel Priliac  | 21 de noviembre | 16:00 |

| Huracán Buceo      | 1:1 | Sportivo Huracán | José Nasazzi       | 26 de noviembre | 16:30 |
| Rocha              | 4:3 | Platense         | Municipal El Tenis | 26 de noviembre | 16:30 |
| La Luz             | 0:4 | Basáñez          | Parque Maracaná    | 26 de noviembre | 16:30 |
| Uruguay Montevideo | 0:0 | Potencia         | Parque ANCAP       | 26 de noviembre | 16:30 |

| Basáñez            | 0:1 | Rocha            | José Nasazzi       | 7 de diciembre | 10:15 |
| La Luz             | 1:2 | Platense         | Municipal El Tenis | 7 de diciembre | 13:30 |
| Uruguay Montevideo | 1:3 | Sportivo Huracán | Parque Maracaná    | 7 de diciembre |       |
| Potencia           | 2:1 | Huracán Buceo    | Parque ANCAP       | 7 de diciembre | 17:00 |

| Sportivo Huracán | 1:4 | Platense           | José Nasazzi       | 12 de diciembre | 14:00 |
| Rocha            | 2:2 | Huracán Buceo      | Municipal El Tenis | 12 de diciembre | 17:30 |
| La Luz           | 2:4 | Uruguay Montevideo | José Nasazzi       | 12 de diciembre | 17:30 |
| Potencia         | 0:3 | Basáñez            | Parque Maracaná    | 12 de diciembre | 17:30 |

### Tabla Anual
|                                               | Pos. | Equipos            | PJ | PG | PE | PP | GF | GC | Dif. | Puntos |
| --------------------------------------------- | ---- | ------------------ | -- | -- | -- | -- | -- | -- | ---- | ------ |
|                                               | 1.   | Rocha (C)          | 24 | 16 | 6  | 2  | 55 | 23 | +32  | 54     |
|                                               | 2.   | Uruguay Montevideo | 24 | 16 | 5  | 3  | 49 | 18 | +31  | 53     |
|                                               | 3.   | Potencia           | 24 | 12 | 9  | 3  | 44 | 19 | +25  | 45     |
|                                               | 4    | Huracán Buceo      | 24 | 13 | 6  | 5  | 37 | 22 | +21  | 45     |
|                                               | 5.   | Sportivo Huracán   | 24 | 13 | 5  | 6  | 53 | 28 | +25  | 44     |
|                                               | 6.   | Basáñez            | 24 | 11 | 6  | 7  | 40 | 23 | +17  | 39     |
|                                               | 7.   | Platense           | 24 | 10 | 8  | 6  | 34 | 23 | +11  | 38     |
|                                               | 8.   | La Luz             | 24 | 10 | 7  | 7  | 37 | 30 | +7   | 37     |
| Última actualización: 12 de diciembre de 2019 |      |                    |    |    |    |    |    |    |      |        |

|  | Campeón Tabla Anual |

## Semifinales
Se juega a dos partidos de ida y vuelta en campos de juego neutrales. El equipo de  Rocha al ser el campeón de la tabla anual llega a las semifinales con ventaja, sacando mayoría de puntos podrá ser Campeón anticipado. 
| Rocha              | 2:1 | Uruguay Montevideo | Ateniense    | 12 de enero de 2020 | 16:30 |
| Uruguay Montevideo | 1:1 | Rocha              | José Nasazzi | 19 de enero de 2020 | 16:30 |

|                                                                   |
| Bandera de Uruguay                                                |
| Campeón Uruguayo de Primera División Amateur 2019 Rocha 1° título |

## Goleadores
| Jugador                             | Equipo             | Goles |
| ----------------------------------- | ------------------ | ----- |
| Edwin Salazar                       | Rocha              | 16    |
| Rodrigo Hernandez                   | Huracán Buceo      | 13    |
| Enzo Echesuri                       | Huracán Buceo      | 11    |
| Michel Miranda                      | Uruguay Montevideo | 11    |
| Michel Sosa                         | Uruguay Montevideo | 11    |
| Actualizado al 19 de enero de 2020. |                    |       |